# بين هارداواي
جوزيف بينسون «بين/باغز» هارداواي (بالإنجليزية: Ben Hardaway)‏ ولد وتوفي (1897-1957) كان فنان لوحة قصة، رسام رسوم متحركة، ممثل أصوات، مؤلف مقالب، كاتب، ومخرج لعدة أفلام رسوم متحركة قصيرة خلال ما يسمى العصر الذهبي للرسوم المتحركة الغربية، كان يذكر اسمه أحيانا جاي. بي. هارداواي، بين هارداواي، باغزي هارداواي، وبي. هارداواي. خدم هارداواي في استوديو ليون شليسنجر خلال نهاية الثلاثينات ككاتب قصة ومخرج مشارك لعدة عروض لوني تونز وميري ميلوديز مع كال دالتون. أشرف هارداواي على أول إخراج لفيلم يظهر أرنبا، ليتطور الأرنب إلى ما يعرف حاليا باغز باني. حيث سمي بهذا الاسم عندما وضع أحد زملائه عبارة «أرنب باغز Bugs' Bunny» على لوحة أرنب رسمها، ثم تسقط الفاصلة العلوية ويقترن الأرنب مع العبارة السابقة كاسم له.
في عام 1940، اتجه هارداواي للعمل لدى والتر لانز للمشاركة في ابتكار نجمها وودي وودبيكر، حيث كتب وشارك في كتابة نصوص عروض وودي من 1940 حتى 1949، كما ساهم في تقديم صوته بعد ميل بلانك.

## روابط خارجية
- بين هارداواي على موقع IMDb (الإنجليزية)
- بين هارداواي على موقع ألو سيني (الفرنسية)
- بين هارداواي على موقع أول موفي (الإنجليزية)
- بين هارداواي على موقع قاعدة بيانات الأفلام السويدية (السويدية)
- بين هارداواي على موقع قاعدة بيانات الفيلم (الإنجليزية)
- بين هارداواي على موقع كينوبويسك (الروسية)